# Amílcar Cabral
Amílcar Lopes da Costa Cabral (Bafatá, 12 settembre 1924 – Conakry, 20 gennaio 1973) è stato un politico guineense.
Fu il fondatore del Partito Africano per l'Indipendenza della Guinea e di Capo Verde (PAIGC), che portò la Guinea-Bissau e le isole di Capo Verde all'indipendenza dal Portogallo.

## Biografia
Amílcar Lopes Cabral nasce il 12 settembre 1924 in Bafatà (Guinea-Bissau) da genitori originari dell'isola di Santiago (Capo Verde). Sua madre si chiamava Iva Pinhel Evora e suo padre Juvenal Antonio Lopes da Costa Cabral. Grazie ad una borsa di studio, nel 1945 ha la possibilità di studiare agronomia presso l’Instituto Superior de Agronomia di Lisbona, dove rimarrà fino al 1952. In questo periodo conosce dei militanti favorevoli a porre termine al periodo di colonialismo e si concretizza una ideologia tesa all'autodeterminazione dei popoli africani di lingua portoghese. 
Di ritorno in Guinea-Bissau come agronomo, vuole contribuire a migliorare la condizione del suo popolo e a mettere fine alla dominazione coloniale portoghese. Nel 1956 fonda, con Luís Cabral (suo fratellastro e futuro presidente della repubblica di Guinea-Bissau), con Aristides Pereira (futuro presidente della repubblica di Capo Verde), con Abílio Duarte (futuro ministro e presidente dell'Assemblea nazionale di Capo Verde) il PAIGC, organizzazione a quel tempo clandestina. Il PAIGC si batte contro l'esercito portoghese su parecchi fronti partendo dai paesi vicini, specialmente dalla Guinea e dal Casamance, provincia del Senegal. Riesce un po' per volta a controllare il sud del paese e a mettere in atto delle nuove strutture politico-amministrative nelle zone liberate. 
Amílcar Cabral viene assassinato il 20 gennaio 1973 a Conakry, solamente sei mesi prima dell'indipendenza della Guinea-Bissau, ucciso da membri del suo partito, verosimilmente manipolati dalle autorità portoghesi e con la complicità dei più alti livelli dello stato della Guinea. Cabral non ha visto mai l'indipendenza della Guinea-Bissau (10 settembre 1973) e di Capo Verde (5 luglio 1975), causa per la quale ha combattuto per più di venti anni.

## Memoria
Ad Amilcar Cabral sono stati intitolati:
- Il Centro di Studi e Informazioni Amílcar Cabral di Bologna
- Il L'Aeroporto internazionale Amílcar Cabral, principale aeroporto di Capo Verde
- L'Amílcar Cabral Cup, torneo di calcio internazionale per le nazioni dell'Africa occidentale
- L'Università Amílcar Cabral, prima università pubblica della Guinea Bissau
- L'Ordine di Amilcare Cabral, onorificenza di Capo Verde
- La Medaglia di Amílcar Cabral, onorificenza della Guinea Bissau.
- Il Premio Amilcar Cabral, premio assegnato annualmente a personalità, associazioni od enti che si siano distinti nello studio, nella diffusione, nella promozione in generale della Cultura africana.